# Caucaia
Caucaia é um município brasileiro do estado do Ceará, situado na região Nordeste do Brasil, parte integrante da Região Metropolitana de Fortaleza. Segundo dados do Censo demográfico brasileiro de 2022, registrou um contingente populacional de 355.679 habitantes, sendo o segundo município mais populoso do estado, registrando uma densidade demográfica no mesmo período de 290,77 habitantes por quilômetro quadrado (hab./km²). Possuí uma área total de 1.223,246 quilômetros quadrados (km²), equivalente a 0,82% da superfície estadual, sendo o 32º maior munícipio em extensão territorial do Ceará e o 2º maior da Região Metropolitana de Fortaleza.
O Índice de Desenvolvimento Humano (IDH) do município em 2010 era de 0.682, considerado médio, ocupando a 8ª posição no Ceará, enquanto no Brasil o IDH apresentado no mesmo período era de 0,727, considerado alto. IDH Renda: 10ª do Ceará; IDH Longevidade: 6ª do Ceará. Considerada uma das mais importantes cidades do Ceará, Caucaia possui o 3º maior Produto Interno Bruto (PIB) do Estado e a 2ª maior população.
Localizada no litoral Atlântico, Caucaia possui 44 quilômetros de litoral, dos quais, 28 quilômetros fazem parte de sede e os 16 quilômetros restantes pertencem ao distrito de Guararu e Catuana, inseridos na Área de Proteção Ambiental do Rio Cauípe e Estação Ecológica do Pecém.
O município apresenta-se atualmente como um dos principais polos turísticos do Ceará, tendo o segundo maior fluxo turístico do estado com cerca de 300 mil turistas por ano, principalmente devido a influência polarizadora da metrópole Fortaleza e praia do Cumbuco. Na lógica turística metropolitana, destacam-se a concentração de empreendimentos e investimentos turísticos nos espaços litorâneos. É o palco principal dos esportes de vela, principalmente o kitesurf. A Praia do Cumbuco é considerada uma das melhores do mundo para a prática do esporte. Aqui há vários campeonatos nacionais e internacionais, sendo visitada constantemente por ícones do desporto como Reno Romeu, Guilly Brandão, Abel Lago, Kristy Jones e Kristin Boese.
Vem apresentando, nos últimos anos, um grande crescimento populacional, desencadeando uma significativa expansão urbana. Nesse contexto, desenvolveu-se, em 2012, um Sistema de Informações Geográficas (SIG) com o objetivo principal de realizar a caracterização socioambiental e auxiliar as atividades vinculadas à gestão e ao ordenamento territorial.

## História
Caucaia é uma denominação de origem indígena que quer dizer "mato queimado", "vinho queimado" ou, simplesmente, "queimado". Caucaia, como aldeia, ficou na dependência da Vila de Fortaleza e só depois, com a determinação do Marquês de Pombal, que suprimiu todas as aldeias administradas pelos Jesuítas no Brasil, transformando-as em Vilas e Vigariatos, a Aldeia de Caucaia foi transformada em Vila, juntamente com mais cinco aldeias existentes na Capitania do Ceará. 
A aldeia de Caucaia recebeu o nome de Vila Nova Real de Soure por determinação da corte portuguesa, e no dia 15 de Outubro de 1759 foi realmente oficializada. A câmara Municipal se reuniu pela primeira vez, posteriormente, a 17 de Outubro do mesmo ano. Recebeu esta denominação, de Vila de Soure, por causa de uma freguesia do Bispado de Coimbra, Portugal, pois as regiões político-administrativas conservavam o sistema das antigas freguesias, que tinham autonomia religiosa e política.

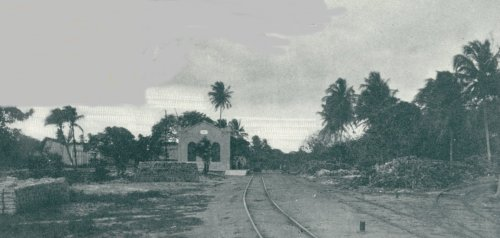
A Estação de Soure foi inaugurada em 1917 na então E. F. Fortaleza - Itapipoca, ou ramal de Itapipoca da RVC. Em 1940, teve o nome alterado para Caucaia. É hoje uma estação de trens metropolitanos, sendo uma estação terminal.

Vila Nova de Soure, posteriormente Soure, após a independência do Brasil, e finalmente Caucaia, sua última e definitiva denominação. Um município cearense que foi marcado profundamente pela influência da presença e vida missionária dos Jesuítas, que guarda em toda a sua extensão as raízes deste processo evangelizador e colonizador da empreitada portuguesa. Em 1735, esses missionários, designados pela Carta Régia de 2 de outubro do mesmo ano, pouco depois estavam em plena atividade catequética dos índios que habitavam a região, os Caucaias.
Com o desenvolvimento do povoado, chegou a ordem para cumprimento da Provisão Régia de 14 de abril de 1755 a Alvarás de 6 e 7 de junho do mesmo ano, através dos quais o Governo Português, então sob o comando de Marquês de Pombal, determinava o sequestro de fatos bens dos Jesuítas. A mesma ordem também mandava que se elevassem a condição de Vila os lugares e aldeias que fossem excluídos da administração daqueles religiosos, que seriam, pouco depois, expulsos do Brasil. Desse modo, o Capitão-Mor do Ceará, Francisco Xavier de Miranda Henrique, com o devido apoio daquela provisão Régia, fundou a Aldeia de Soure, a atual Caucaia de mar, serra e sertão. 
Já em 1759, a Vila de Soure passou a ser denominada de Vila Nova de Soure no dia 5 de fevereiro do ano supra mencionado, sob a invocação de Nossa Senhora dos Prazeres. A festa solene de instalação, realizou-se no largo da Igreja Matriz, no dia 15 de novembro de 1759, sendo oficializada a denominação de Vila Nova de Soure. Após os 184 anos, houve a denominação de Soure para Caucaia, pelo Decreto-Lei 1.114, de 30 de dezembro de 1943.
Atrativo histórico e cultural, a Igreja de Nossa Senhora dos Prazeres, também conhecida como Igreja Matriz de Caucaia, fundada no século XIX, possui um patamar com 2 degraus separando-a da Praça. À frente do patamar há um cruzeiro, homenagem do povo de Soure à fé cristã. A fachada constitui-se de uma grande torre e das laterais, somando um total de cinco, mas registra-se a presença de 4 sinos. Uma cruz de malta ao alto. Nossa Senhora dos Prazeres é considerada historicamente a padroeira de Caucaia.
Com a criação da Região Metropolitana de Fortaleza, Caucaia expandiu-se como centro habitacional e industrial.

## Geografia

### Hidrografia e recursos hídricos

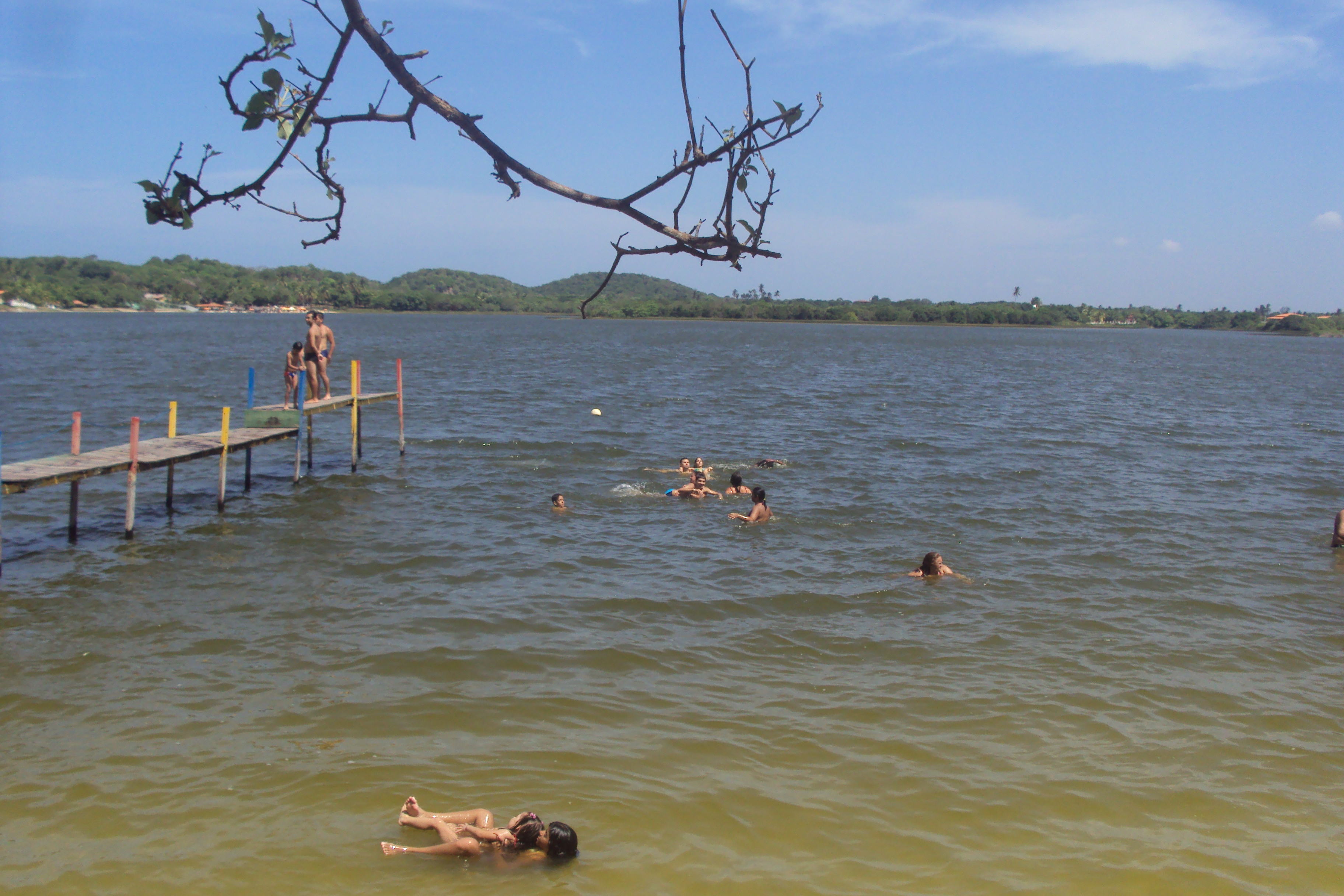
Lagoa do Banana

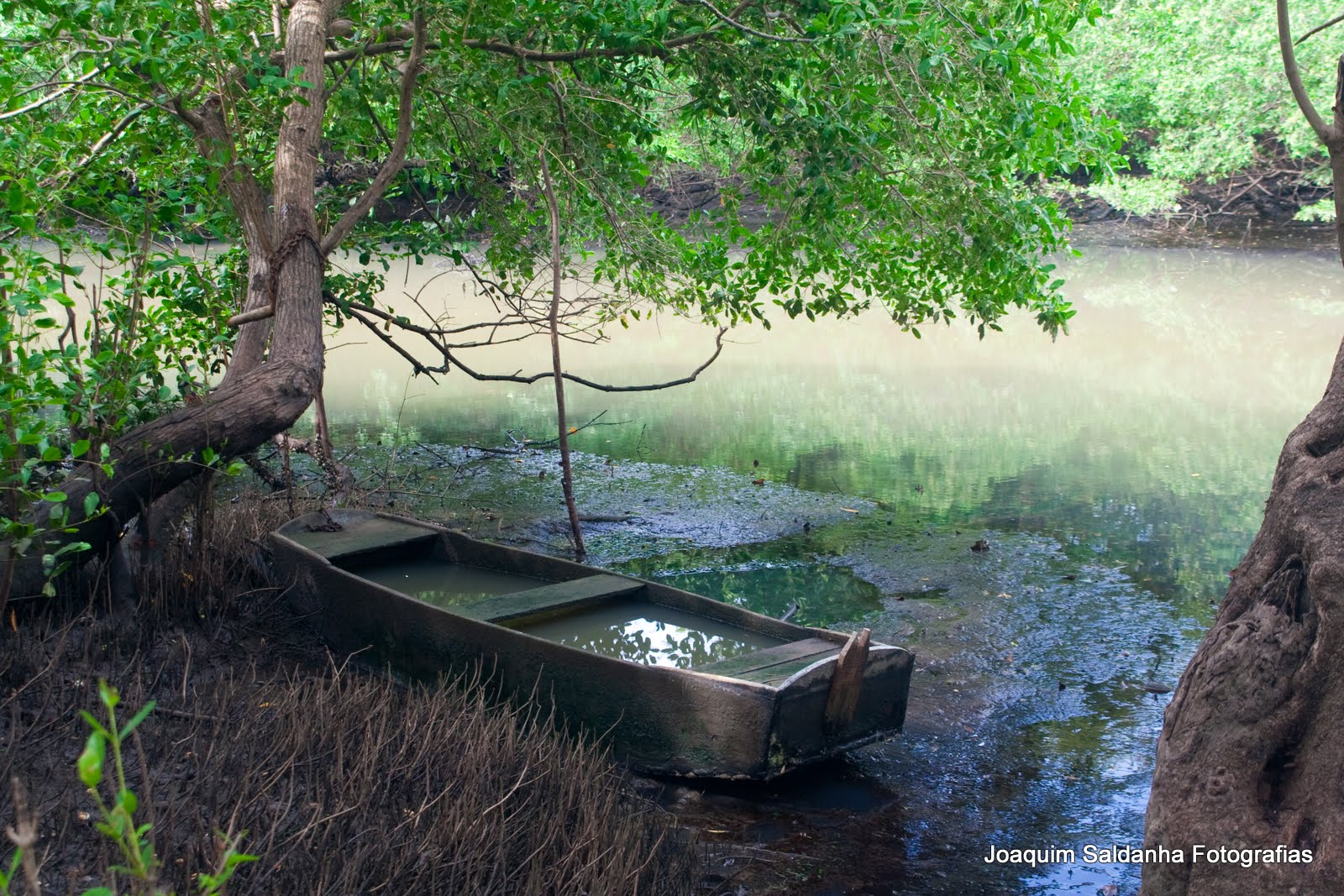
Mangue do Tabapuá

Caucaia situa-se na bacia hidrográfica metropolitana e seus rios de maior porte são o Ceará, Cauípe e Anil. Encontram-se no contexto da bacia hidrográfica do município lagoas e açudes, com destaque para os açudes Sítios Novos e Cauípe.
É um dos municípios cearenses mais ricos em lagoas permanentes. A maioria dos rios de Caucaia, entretanto, caracterizam-se por serem temporários, como é o caso do riacho Tapeba. Sua principal via fluvial é o Rio Ceará, que corta o município em sua maior extensão, dirigindo-se de sudoeste a nordeste, com um curso de aproximadamente 50 km.

### Relevo
A sua sede possui uma altitude de 29,91 metros acima do nível do mar, o município de Caucaia é mais acidentado do que plano. Começam nele as elevações que vão constituir o cordão central do estado do Ceará. Em termos de relevo, Caucaia é marcado por altitudes médias a baixas geralmente inferiores a 1.000 metros. O município é caracterizado pelos tabuleiros pré-litorâneos, depressão sertaneja englobando serras e campos de inselbergs, planícies fluviais, planícies fluviomarinhas e campos de dunas, móveis ou fixas

### Estrutura Geológica
A estrutura geológica do município apresenta dois conjuntos bem distintos: Coberturas sedimentares de idade Tércio-Quartenária e litologias do embasamento cristalino pré-cambriano. Nesse contexto, geologicamente, o município de Caucaia pode ser caracterizado pela ocorrência de coberturas sedimentares cenozoicas sobrepostas a terrenos cristalinos pré-cambrianos. As coberturas sedimentares são representadas pela formação Barreiras, coberturas coluviais-eluviais, depósitos eólicos (paleodunas e dunas móveis), depósitos flúvio-aluvionares e depósitos fluviomarinhos.
Segundo a Embrapa, em levantamento ocorrido em 1973, há vários tipos de solos como: Neossolos Quartzarênicos, Neossolos Litólicos, Argissolos Vermelho-Amarelo, Gleissolos, Planossolos e Vertissolos. Notar que em 1973 a publicação obedecia a nomenclatura antiga, as classes de solos aqui apresentadas já são nomeadas de acordo com a nomenclatura atual do Sistema Brasileiro de Classificação de Solos (SiBICS, 3ª edição, 2013).

### Vegetação
A Caatinga "savanizada" ocupa maior extensão do território. Às margens do rio Ceará, nas proximidades da faixa litorânea (baixo curso), cresce uma exuberante vegetação de mangue. A cobertura vegetal na área do município também caracteriza-se por capoeiras e carrascos.

### Clima
O clima é o tropical quente semiárido brando, ocorrendo também os climas tropical subúmido e tropical úmido. O período chuvoso é identificado entre os meses de janeiro a junho, com uma temperatura média anual variando de 26 °C a 28 °C, possuindo uma precipitação pluviométrica média anual de 1.326 mm (IPECE, 2010).
| Dados climatológicos para Caucaia | Dados climatológicos para Caucaia | Dados climatológicos para Caucaia | Dados climatológicos para Caucaia | Dados climatológicos para Caucaia | Dados climatológicos para Caucaia | Dados climatológicos para Caucaia | Dados climatológicos para Caucaia | Dados climatológicos para Caucaia | Dados climatológicos para Caucaia | Dados climatológicos para Caucaia | Dados climatológicos para Caucaia | Dados climatológicos para Caucaia | Dados climatológicos para Caucaia |
| Mês                               | Jan                               | Fev                               | Mar                               | Abr                               | Mai                               | Jun                               | Jul                               | Ago                               | Set                               | Out                               | Nov                               | Dez                               | Ano                               |
| --------------------------------- | --------------------------------- | --------------------------------- | --------------------------------- | --------------------------------- | --------------------------------- | --------------------------------- | --------------------------------- | --------------------------------- | --------------------------------- | --------------------------------- | --------------------------------- | --------------------------------- | --------------------------------- |
| Temperatura máxima média (°C)     | 30,2                              | 30                                | 29,7                              | 29,6                              | 29,6                              | 29,4                              | 29,3                              | 29,4                              | 29,7                              | 30,1                              | 30,3                              | 30,4                              | 29,8                              |
| Temperatura média (°C)            | 26,8                              | 26,6                              | 26,3                              | 26,1                              | 26                                | 25,6                              | 25,4                              | 25,6                              | 26,2                              | 26,7                              | 27                                | 27                                | 26,3                              |
| Temperatura mínima média (°C)     | 23,5                              | 23,2                              | 23                                | 22,6                              | 22,4                              | 21,8                              | 21,5                              | 21,9                              | 22,8                              | 23,4                              | 23,7                              | 23,7                              | 22,8                              |
| Precipitação (mm)                 | 109                               | 172                               | 294                               | 301                               | 198                               | 105                               | 59                                | 18                                | 15                                | 10                                | 12                                | 33                                | 1 326                             |
| Fonte: Climate Data.              |                                   |                                   |                                   |                                   |                                   |                                   |                                   |                                   |                                   |                                   |                                   |                                   |                                   |

## Demografia
Os dados coletados pelo Censo demográfico brasileiro de 2022, realizado pelo Instituto Brasileiro de Geografia e Estatística (IBGE), apontam que Caucaia possui um contingente populacional de 355.679 habitantes, tornando o município o segundo mais populoso do estado do Ceará, atrás somente da capital, Fortaleza, e o 73º município mais populoso do país. O município detém, ainda, a 9ª maior densidade demográfica do Ceará, com 290,77 habitantes por quilômetro quadrado (hab./km²). A população de Caucaia representava 4,05% da população total do estado do Ceará em 2022.
Seguindo com as informações apresentadas pelo Censo de 2022, 184.104 habitantes eram mulheres, equivalendo a 51,76% da população, e 171.575 habitantes eram homens, representando 48,24% do total.
Em 2010, cerca de 27,28% da população tinha menos de 14 anos de idade, 70,48% possuía entre 15 e 64 anos e 2,24% tinham mais de 64 anos de idade, de acordo com dados do IBGE (2010). O grau de urbanização de Caucaia era de aproximadamente 89,18%, correspondendo a um total de 290.220 moradores residindo em áreas urbanas do município.
A renda per capita média da população de Caucaia registrou o valor de R$ 405,51 em 2010, sendo a 8ª maior do Ceará.

### Religião
Em Caucaia mais de 90% da população se diz cristã, dividindo em: 65,2% Católicos, 24,4% Evangélicos e 0,41% Espíritas. Os centros religiosos que se destacam são a Igreja Nossa Senhora dos Prazeres, a Primeira Igreja Batista de Caucaia (no Centro) e a Sede Estadual da Assembleia de Deus de Caucaia (conhecida como Igreja Redonda). Segundo o censo brasileiro de 2022, a composição religiosa da cidade era de 54,45% católicos, 32,59% evangélicos ou protestantes, 0,39% espíritas, 0,63% umbandistas ou candomblecistas, 0,05% religião tradicional, 3,49% outras religiões, 8,32% irreligiosos, 0,05% desconhecidos e 0,04% não declarados.
A Igreja de Nossa Senhora dos Prazeres constitui uma das primeiras realizações dos colonizadores e foi concluída em 1749. A Sede da Assembleia de Deus de Caucaia destaca-se por ter sido levantada dentro de uma lagoa e foi construída ao longo de anos e é considerada uma das igrejas mais belas do estado do Ceará.
Há outras representações cristãs no município como: A Igreja de Jesus Cristo dos Santos dos Últimos Dias, Congregação Cristã do Brasil, Igreja Presbiteriana de Caucaia, Igreja Universal do Reino de Deus, Primeira Igreja Batista de Caucaia, Igreja Batista Litoral, Ministério Internacional da Salvação (MIS), Congregação das Filhas do Coração Imaculado de Maria, Comunidade Shalom de Caucaia e Igreja Adventista do Sétimo Dia.

## Educação superior
Na educação superior pública, Caucaia conta com um campus do Instituto Federal de Educação, Ciência e Tecnologia do Ceará (IFCE), inaugurado em 27 de dezembro de 2010, que abriga os cursos de graduação de Química (Licenciatura), Matemática (Licenciatura) e Engenharia de Produção (Bacharelado).
No setor privado, Caucaia sedia a Faculdade Terra Nordeste (FATENE), que oferta os cursos de Administração, Ciências Contábeis, Direito, Educação Física, Enfermagem, Engenharia Civil, Engenharia de Produção, Fisioterapia, Medicina Veterinária e Serviço Social.

## Política
A administração do município é feita a partir dos poderes executivo e legislativo.
O atual prefeito de Caucaia, Naumi Amorim (PSD), se encontra em sua segunda passagem na chefia do executivo de Caucaia, após sagrar-se vencedor no segundo turno da disputa eleitoral de 2024, recebendo 60,40% dos votos válidos naquele ano.
O poder executivo municipal de Caucaia é constituído por treze secretarias, uma Assessoria de Comunicação Social, uma Procuradoria, uma Ouvidoria, uma Controladoria Geral município, dois Institutos (IMAC e IPM), uma Agência Pública (ADECA) e uma Autarquia Municipal de Trânsito de Caucaia (AMT).
O poder legislativo, por sua vez, é constituído pela Câmara Municipal de Caucaia, composta por 23 vereadores, eleitos para mandatos de quatro anos (em observância ao disposto no artigo 29 da Constituição). A Câmara Municipal de Caucaia é responsável por elaborar e votar leis de âmbito municipal, fundamentais à administração, como o Plano Plurianual (PPA), a Lei de Diretrizes Orçamentárias (LDO) e a Lei Orçamentária Anual (LOA), além de fiscalizar o executivo. O município é, em adição, regido por lei orgânica.

### Gestão e controle social das políticas públicas
Existem atualmente no município seis Conselhos Setoriais de Políticas Públicas, sete Conselhos de Direitos e um Gabinete de Segurança Municipal.
- Os conselhos setoriais: Conselho Municipal de Saúde (CMS), Conselho Municipal de Assistência Social (CMAS), Conselho Municipal de Educação (CME), Conselho Municipal de Segurança Alimentar e Nutricional, Conselho da Comunidade de Caucaia, Órgão da Execução Penal, o Conselho Municipal do Trabalho e o Conselho Municipal de Cultura.

- Os conselhos de direitos: Conselho Municipal dos Direitos da Criança e do Adolescente – COMDICA, Conselho Municipal de Defesa dos Direitos da Pessoa Idosa, Conselho Municipal de Defesa dos Direitos da Pessoa com Deficiência, Conselho Municipal dos Direitos da Mulher, todos ligados a SDS, Conselho Gestor do Fundo Municipal de Habitação e Interesse Social – FMHIS e o Conselho Municipal da Juventude.
- O gabinete de segurança municipal é o Gabinete de Gestão Integrada Municipal - GGIM que tem como objetivo desenvolver, avaliar, monitorar os programas e ações estratégicas dirigidas à prevenção e controle da violência e criminalidade no Município.

### Receita Municipal
Receitas orçamentárias do município em R$ (milhões)
| 2007                                          | 2008  | 2009  | 2010 | 2011  | 2012  | 2013  | 2014  | 2015  | 2016 | 2017* |
| --------------------------------------------- | ----- | ----- | ---- | ----- | ----- | ----- | ----- | ----- | ---- | ----- |
| 207,1                                         | 278,1 | 283,2 | 322  | 388,5 | 437,8 | 467,5 | 521,3 | 555,9 | 587  | 371,9 |
| Fonte: Portal da Transparência dos Municípios |       |       |      |       |       |       |       |       |      |       |

## Subdivisões e formação administrativa
A cidade de Caucaia, atualmente está dividida em 87 bairros e em oito distritos (Sede, Bom Princípio, Catuana, Guararu, Jurema, Mirambé, Sítios Novos e Tucunduba).

## Economia
Caucaia possuí o terceiro maior Produto Interno Bruto (PIB) do Ceará, atrás apenas de Fortaleza e Maracanaú, registrando em 2021 um PIB a preços correntes de R$ 10.414.372,93, segundo dados do Instituto Brasileiro de Geografia e Estatística (IBGE). O montante corresponde a 5,34% do PIB do Estado do Ceará.
Ainda segundo o IBGE, o Valor Adicionado Bruto (VAB) do município chegou a R$ 8.414.842,60 em 2021, sendo distribuído da seguinte forma entre as atividades econômicas: o Setor Primário possuí 0,77% de participação no VAB municipal, o Setor Secundário conta com 43,82% de participação, enquanto o Setor Terciário corresponde a uma participação de 16,13%.
A posição geográfica torna o município um ponto de valor estratégico para receber investimentos de diversas naturezas. Suas praias são atraentes, sua topografia é de boa qualidade e a região tem bom acesso a rodovias e ferrovias, o que a torna atrativa do ponto de vista logístico. Mas o grande trunfo de Caucaia é o Complexo Industrial e Portuário do Pecém (CIPP). A intenção do governo é consolidar o porto como o maior exportador de frutas e de calçados no Brasil.
Caucaia é um dos poucos municípios que tem um ente público que gere o desenvolvimento econômico, a Agência de Desenvolvimento Econômico de Caucaia.

### Agropecuária
De acordo com o IBGE, em 2006, eram mais de 39 hectares de terra sendo usadas para a atividade agropecuarista. Uma pesquisa feita pelo IBGE demonstrou que em 2012 eram cerca de 21 mil cabeças de bovinos, 6 mil cabeças de caprinos, 9 mil cabeças de codornas, 12 mil cabeças de ovinos, 11 mil cabeças de suínos, 132 mil cabeças de galinhas e 700 cabeças de equinos.

### Comércio e Indústria
Complexo Industrial e Portuário do Pecém
Desde 2004, o município de Caucaia vem apresentando um elevado crescimento demográfico, bem como a execução de grandes projetos econômicos que estão sendo implementados no território municipal e no seu entorno, citando, por exemplo, o Complexo Industrial e Portuário do Pecém (CIPP), o qual conterá uma refinaria, uma siderúrgica e uma zona de processamento de exportação (ZPE).

### Turismo
Caucaia detém a 2ª maior concentração turística do estado do Ceará, atrás apenas de Fortaleza. É necessário enfatizar que em Caucaia o número de turistas cresceu entre os anos de 2007 e 2008 a um percentual de 42,28%, devido especialmente às belas praias.
É assim, que estabelecemos três etapas da ocupação litorânea/turística de Caucaia: a) até a década de 1950, uma ocupação de aldeias de pescadores destacando-se Cumbuco, Icaraí e Tabuba como as principais. b) das décadas 1950-1980, uma ocupação veranista oriunda essencialmente de Fortaleza destacando-se Iparana e Icaraí como principais localidades; c) da década de 1980 até hoje, uma ocupação turística, concentrada nos bairros de Tabuba e Cumbuco com empreendimentos turísticos de padrão nacional e internacional.

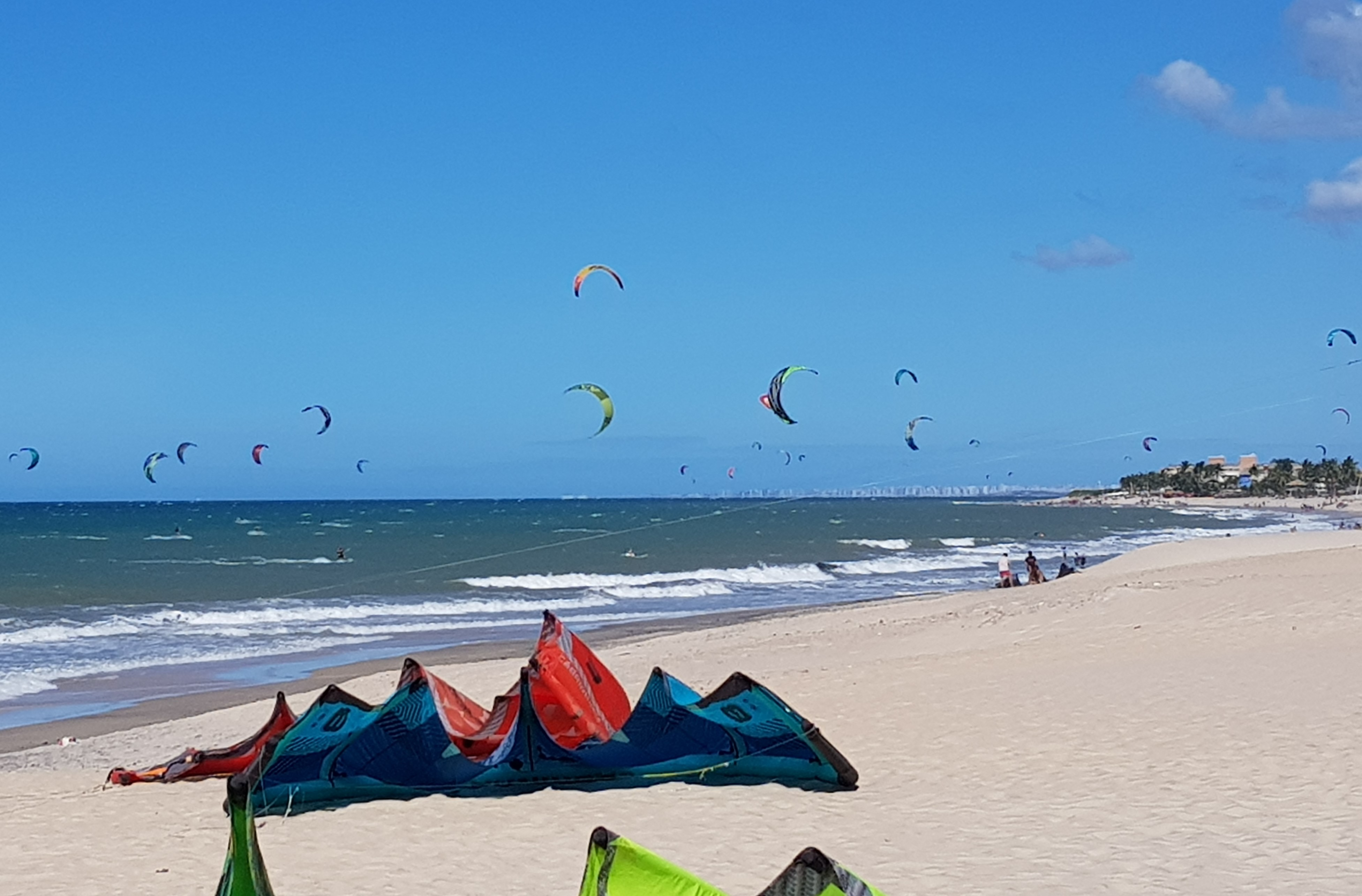
Praticantes de kitesurf na Praia de Cumbuco, em Caucaia.

Cumbuco é atualmente o principal destino turístico de Caucaia. A localidade é conhecida mundialmente, por sua paisagem natural com lagoas, rios, dunas e, pela prática de esportes náuticos como o kitesurf, e o surf. Um destaque ainda maior, para este cenário, tem sido feito a partir da divulgação da região na televisão (novelas e programas de TV).  
Cumbuco destaca-se ainda por ser a única área a ter todos os tipos de acomodações em Caucaia, incluindo-se um resort de bandeira internacional: o Hotel Vila Galé de origem portuguesa. Beneficia-se pela proximidade com a Metrópole Fortaleza e dos recursos financeiros privados e estatais. Estes são os fatores de motivação do crescimento, a cada ano, do número de turistas em Caucaia. Os dados atestam que o Cumbuco é o principal “enclave turístico” da RMF e do Ceará.

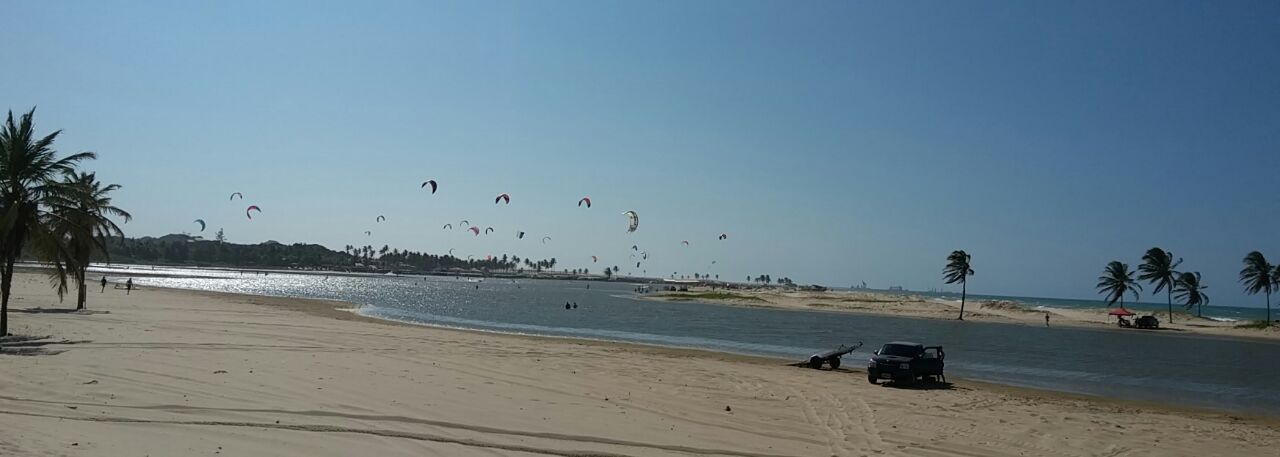
Kite Surfes na Barra do Cauípe, em Caucaia.

...'enclave turístico', deve-se a tendência deste espaço destinar-se, por ações, exclusivamente, 'planejadas', a um público nacional e internacional, mediante o destaque da infra-estrutura hoteleira existente e a implantação de novos equipamentos do tipo resorts.— Enos Feitosa de Araujo/Prof. Alexandre Queiroz Pereira

## Infraestrutura e serviços públicos

### Infraestrutura básica
Segundo dados do Censo 2022, Caucaia contava naquele ano com 160.137 domicílios, dos quais 94.582 (78,38%) eram casas, 5.367 faziam parte de vilas ou condomínios (4,45%), 20.556 eram apartamentos (17,04%) e apenas 82 eram considerados cortiços (0,07%).
O serviço de abastecimento de energia elétrica é realizado pela Enel Distribuição Ceará. Em 2010, segundo o IBGE, dos 89.175 domicílios existentes naquele ano, 88.648 (99,4% do total) possuíam acesso à rede elétrica, caminhando para a universalização do serviço, cuja voltagem, em Caucaia, é de 220V.
O fornecimento de água e a coleta de esgoto da cidade são realizados pela Companhia de Água e Esgoto do Ceará (Cagece). Dados da Pesquisa Nacional de Saneamento Básico (PNSB) de 2017 apontam que, naquele ano, eram distribuídos em média 35.520 m³ de água tratada por dia, para cerca de 97.279 unidades consumidoras na cidade. A rede coletora de esgoto chegava a uma extensão total de 307 quilômetros em 2017, atendendo 45.196 unidades, com um volume total de 9.816 m³ de esgoto tratado por dia. Em 2022, segundo dados do censo, cerca de 47,36% dos domicílios tinha conexão com a rede de esgoto. A coleta de lixo naquele ano abrangia cerca de 93,48% do total de domicílios.

### Transportes
Segunda cidade mais populosa do estado do Ceará e com uma extensão territorial de cerca de 1.227,9 km², Caucaia possuí uma série de desafios e oportunidades na área dos transportes e da mobilidade urbana. 

#### Rodoviário
O acesso ao município de Caucaia é feito principalmente pelas rodovias BR-020 e CE-085, além de estradas secundárias. Caucaia está distante 16 quilômetros rodoviários de Fortaleza, estando as duas cidades interligadas através da ponte José Martins Rodrigues sobre o rio Ceará, que liga a Avenida Leste-Oeste à rodovia estadual CE-225, interligada com a BR-222.
Caucaia é atualmente referência nacional em mobilidade urbana, por ter se tornado o maior município do país em população a implantar passagem de ônibus gratuita para todos os moradores, título que detém até hoje. Lançado oficialmente no dia 31 de setembro de 2021, o Programa Bora de Graça mudou a dinâmica diária no município. Com o programa, a população de quase 400 mil habitantes trafega gratuitamente por todo o território de Caucaia, por meio de 70 veículos distribuídos em 32 rotas. O município já recebeu comitivas das cidades de Maricá (RJ) e Curitiba (PR), para dividir experiências e ajudar outras cidades a implementar programas semelhantes.
Segundo a gestão municipal, após a implementação do programa, houve o acesso ampliado a diferentes pontos do município, menor emissão de CO2, decréscimo de acidentes, diminuindo número de atendimentos relacionados ao trânsito e cirurgias traumatológicas. Houve também o acréscimo no número de ônibus. A frota, que antes contava com 48 veículos, atualmente tem 70.
Em agosto de 2023, a empresa Vitória, que detém a concessão do serviço em Caucaia, adquiriu 10 novos ônibus com tecnologia europeia de redução de poluentes, suspensão a ar, pontos USB para recarregar celular, iluminação Full LED, cadeiras acolchoadas, piso antiderrapante, elevador para acessibilidade e sistema de câmera.
A gratuidade no transporte público de Caucaia diminui, em média, 40% do fluxo de veículos em circulação no município e traz às famílias mais carentes de Caucaia um acréscimo de 15% a 36% em sua renda. O investimento da Prefeitura Municipal de Caucaia no programa é de cerca de R$ 3 milhões por mês, o que representa aproximadamente 2,46% do orçamento do município referente ao ano de 2023.

#### Ferroviário
O município é atendido por estações da Linha Oeste do Metrô de Fortaleza, que liga o centro de Fortaleza ao centro de Caucaia. São 7,9 mil pessoas transportadas por dia, em média. De uma ponta a outra, são 19,5 km de extensão, passando por 10 estações. A linha Oeste opera com Veículo Leve Sobre Trilhos (VLT), movidos a diesel. As duas unidades de VLT em operação tem capacidade para transportar até 1532 pessoas por viagem. Os percursos interligando o centro de Fortaleza ao centro de Caucaia são realizados de segunda a sábado.

### Segurança Pública
Todo o território de Caucaia está inserido na Área Integrada de Segurança (AIS) 11. O município passou a pertencer sozinho a AIS 11 após reformulação nos territórios das Áreas Integradas de Segurança, que compõem a Região Metropolitana de Fortaleza, ocorrida em maio de 2021. As Áreas Integradas de Segurança compõem as unidades administrativas da segurança pública do Estado e são administradas por meio de uma gestão compartilhada entre as unidades vinculadas da Secretaria da Segurança Pública e Defesa Social do Ceará (SSPDS-CE).
A Polícia Militar do Estado do Ceará (PMCE) atua em Caucaia por meio do 12º Batalhão da Polícia Militar (BPM), dividido em duas unidades: 1ª Companhia do 12º BPM (1ª Cia/12º BPM), com sede localizada no bairro Itambé, e 2ª Companhia do 12º BPM (2ª Cia/12º BPM), com sede localizada no bairro Nova Metrópole. A cidade também possuí uma unidade do Comando da Polícia Militar para Prevenção e Apoio às Comunidades (Copac/PMCE), localizado no bairro Padre Júlio Maria.
Já a Polícia Civil do Estado do Ceará possuí 4 Distritos Policiais (DP) no município, sendo eles: 18º DP, no bairro Marechal Rondon; 22º DP no bairro Icaraí; 23º DP, no bairro Nova Metrópole; e 31º DP, no bairro Cumbuco. A Polícia Civil do Ceará também atual por meio de uma delegacia especializada,  a Delegacia de Defesa da Mulher de Caucaia (DDM Caucaia), e por uma delegacia metropolitana, denominada Delegacia Metropolitana de Caucaia (DM Caucaia).
O Corpo de Bombeiros Militar do Estado do Ceará (CBMCE) conta com a presença da 2ª Companhia de Salvamento Marítimo (2ª CSMAR/BBS) e da 3ª Companhia de Bombeiros (3ª CIA/2º BBM), ambas localizadas em sede no bairro Icaraí, atendendo a toda cidade de Caucaia.
A Guarda Municipal de Caucaia é uma instituição de caráter civil, uniformizada e armada nos termos da legislação em vigor, responsável por manter a ordem e a segurança pública em âmbito municipal. Tem por legislação estabelecida os seus princípios de atuação que são a proteção dos direitos humanos fundamentais, do exercício da cidadania e das liberdades públicas, a preservação da vida, redução do sofrimento e diminuição das perdas, patrulhamento preventivo, compromisso com a evolução social da comunidade e uso progressivo da força.
A cidade possuí sérios problemas relacionados a insegurança, ocasionados, sobretudo, por conflito entre facções criminosas. Segundo dados do Anuário Brasileiro de Segurança Pública de 2021, realizado pelo Fórum Brasileiro de Segurança Pública (FBSP), entre as 50 cidades com população acima de 100 mil habitantes, consideradas as mais violentas do Brasil em 2020, segundo a taxa de Mortes Violentas Intencionais - MVI, Caucaia ocupava a primeira posição. Em 2023, o Anuário Brasileiro de Segurança Pública colocou o município na 29ª posição do ranking, representando uma redução na taxa MVI em quase 50%, saindo de 98,6 por 100 mil habitantes para 51,2 em um intervalo de 2 anos.
Mesmo com uma melhoria neste indicador, Caucaia ainda se configura como a segunda cidade mais perigosa do estado. Dados da Secretaria da Segurança Pública e Defesa Social (SSPDS) apontaram que, entre janeiro e de setembro de 2023, houve um aumento de 15% nos Crimes Violentos Letais e Intencionais (CVLIs) no município, se comparado a igual período de 2022. Com 153 mortes violentas em 2023, as estatísticas apontam que Caucaia, naquele ano, era a segunda cidade mais violenta do Ceará, ficando atrás apenas de Fortaleza.
A situação motivou a Segurança Pública e Defesa Social do Ceará (SSPDS-CE), por meio da Coordenadoria de Planejamento Operacional (Copol/SSPDS), a realizar diversas ações ofensivas no município, com intuito de realizar ações preventivas de combate à violência. As ações foram planejadas para ocorrerem em regiões mapeadas, conforme os indicadores da Superintendência de Pesquisa e Estratégia de Segurança Pública (Supesp/SSPDS).

## Cultura
Os principais eventos culturais são:
- Festa de Santo Antônio (01 e 02/junho);
- Festa de São Pedro (29/junho);
- Carnaval;
- Festas da Padroeira (05 a 15 de agosto);
- Festa da Carnaúba (18, 19, 20 de outubro)
- Dia do Município (15 de outubro);
- Campeonato de Surf (datas variadas durante o ano);
- Vaquejadas (outubro e novembro).

## Meio Ambiente

### Parque Estadual Botânico do Ceará
O Parque Estadual Botânico do Ceará foi criado através do Decreto Estadual n.º 24.216, de 9 de setembro de 1996, sob a justificativa da necessidade de ocupação e manutenção de áreas preservadas do Complexo Vegetacional da Zona Litorânea do Ceará, que possui uma fitofisionomia diversificada, incluindo: mata de tabuleiro, caatinga, mata atlântica, mata de tabuleiro, cerrado e cerradão, mata ciliar e na borda da poligonal trechos de vegetação de mangue. O Parque é uma Unidade de Conservação do tipo Parque - Proteção Integral, regulamentado pelo SNUC no decreto nº 30.868 de 10 de abril de 2012.
Foi inaugurado em 5 de junho de 1998 sendo administrado diretamente, durante 12 anos, pela Federação das Indústrias do Ceará (FIEC), mediante firmo de Convênio com a participação do Governo do Estado do Ceará por meio da Superintendência Estadual do Meio Ambiente (Semace) e indiretamente pelo Governo Municipal de Caucaia. Em 9 de julho de 2010, voltou a ser gerenciado pela Semace. Hoje em dia é administrado pela Secretaria de Meio Ambiente do Estado do Ceará (SEMA).
Com 190 hectares de área total, o Parque Botânico conta com viveiro de produção de mudas, banco de germoplasma, um auditório principal para 80 lugares e outro para 40 pessoas, museu do meio ambiente, xiloteca, meliponário, orquidário, biblioteca e horto de plantas medicinais.
Ficha Técnica:
1. Diploma Legal de Criação: Decreto Estadual n.º 24.216 de 09/09/1996;
2. Área: 190 hectares (ha);
3. Ecossistemas: Mata de tabuleiro, caatinga, cerrado e uma parte do manguezal.

### Área de Proteção Ambiental do Lagamar do Cauípe
Ficha Técnica:
1. Diploma Legal: Decreto nº 24.957 de 5 de junho de 1998
2. Área (ha): 1.884,46
3. Ecossistema: Lacustre/Complexo Vegetacional Litorâneo

### Área de Proteção Aiental do Estuário doRio Ceará
1. Diploma Legal: Decreto n° 25.413 de 29 de março de 1999
2. Área (ha): 2.744,89
3. Ecossistema: Manguezal

### Estação Ecológica do Pecém
1. Diploma Legal: Decreto Estadual n.º 25.708 de 17 de dezembro de 1999
2. Área (ha): 800
3. Ecossistema: Dunas